# Давид Коприва
Давид Коприва (чеш. David Kopřiva; Праг, 18. октобар 1979) је био чешки веслач.
Коприва је као члан посаде четверац скула на Олимпијским играма 2004. у Атини и Светском првенству 2003. у Милану освајао друга места и сребрне медаље.
Посаду четверац скула на Олимпијским играма 2004. осим њега чинили су Томаш Карас, Јакуб Ханак и Давид Јирка.
Давид Коприва је члан веслачког клуба Дукла из Прага. Висок је 1,92 метра а тежак 89 килограма.